# Station Meerlo-Tienray
Station Meerlo-Tienray is een voormalig spoorwegstation in Tienray, gelegen aan de Spoorlijn Nijmegen - Venlo.

## Stationsgebouw
Het stationsgebouw werd ontworpen door architect M.A. van Wadenoyen en gebouwd in 1882 naar het standaardtype Hemmen.

## Geschiedenis
Op 1 juni 1883 werd het station geopend, als Station Meerlo. Op verzoek van een aantal Tienraynaren veranderde de minister de naam in Meerlo-Tienray. In 1938 werd het station gesloten. Begin 1940 werd het station weer geopend, maar eind 1940 ook weer gesloten.

## In het nieuws
In de jaren 1980 was er even sprake dat het station gesloopt zou worden. Een comité van Tienrayse burgers zorgde ervoor dat het station behouden kon blijven. De bedoeling was om er weer een halteplaats van te maken voor de stoptrein Venlo–Nijmegen. Dat is niet gelukt, maar het station is wel blijven staan.
Het gebouw is opgedeeld in twee woonhuizen.
Het dubbelspoor bij het station wordt gebruikt om de spitstrein Nijmegen-Venlo v.v. met de stoptrein Roermond-Nijmegen v.v., een incidenteel passerende goederentrein te laten kruisen. Dat gebeurt incidenteel ook, als een van de stoptreinen meer dan 10 minuten vertraagd is om zo het domino-effect verder te voorkomen.

## Trivia
- De Maaslijn werd vroeger ook wel Heilige Lijn genoemd, vanwege de vele bedevaartstreinen die naar het bedevaartsoord Tienray gingen.